# Inácio João Dal Monte
Inácio João Dal Monte OFMCap ( Ribeirão Preto, 28 de agosto de 1897 - Guaxupé, 29 de mayo de 1963 ), fue un fraile capuchino brasileño y obispo católico de la diócesis de Guaxupé Murió en 1963, a los 65 años, con reputación de santidad.

## Vida
Su nombre de nacimiento es Juan Dal Monte, habiendo nacido en Ribeirão Preto, en el estado de São Paulo, el 28 de agosto de 1897, hijo de inmigrantes italianos Luis Dal Monte y Angela Guglielmini Dal Monte . Perdió a su padre cuando tenía 3 años y se mudó a Mussolente, Italia con su madre. A la edad de 7 años perdió a su madre y fue cuidado por sus tíos.
En septiembre de 1908, a la edad de 11 años, ingresa en la Orden Franciscana en el seminario de Rovigo . El 15 de septiembre de 1912, en el Noviciado de Bassano de la Provincia Monástica de los Padres Capuchinos de Venecia, recibió el hábito capuchino, adoptando el nombre religioso de Inácio, siendo llamado Fray Inácio de Ribeirão Preto . El 21 de septiembre de 1913 hizo los votos temporales.
Frei Inácio estaba en Italia cuando comenzó la Primera Guerra Mundial y se vio obligado a servir en el ejército italiano, aunque era brasileño . 
Hizo su profesión perpetua el 8 de diciembre de 1921 en Venecia . En 1922 se matriculó en la facultad de derecho del Seminario Patriarcal de Venecia, obteniendo el grado de Doctor en Derecho Canónico en 1925.
El 5 de abril de 1924, fue ordenado sacerdote por el cardenal patriarca Pietro La Fontaine en Venecia. Es enviado de regreso a Brasil, al estado de Paraná, junto con otros franciscanos capuchinos, en septiembre de 1925.
Frei Inácio fue nombrado obispo por el Papa Pío XII, el 15 de marzo de 1949, como obispo titular de Agbia y obispo coadjutor de la diócesis de Joinville, en Santa Catarina. Recibió la Consagración Episcopal el 26 de mayo de 1949, en Santo Antônio da Platina, de manos de Dom Carlo Chiarlo, entonces Nuncio Apostólico en Brasil, siendo concelebrantes Dom Pio de Freitas Silveira, Obispo de Joinville, y Dom Geraldo de Proença Sigaud, Obispo de Jacarezinho.
Luego de tres años como obispo en Joinville, fue nombrado obispo residencial de la Diócesis de Guaxupé, el 21 de mayo de 1952, asumiendo el cargo el 8 de septiembre. Su labor como obispo diocesano estuvo marcada espiritualmente por su celo misionero, siendo un excelente predicador y trabajando frecuentemente al servicio de las confesiones .
En la década de 1960, completó las obras de la Catedral de Nossa Senhora das Dores, iniciadas por su predecesor, Dom Hugo Bressane de Araújo, en 1943. La Catedral fue dedicada por el entonces Nuncio Apostólico, el Arzobispo Armando Lombardi, el 19 de marzo. También fue responsable de la construcción de la Casa da Criança, en Guaxupé, para la acogida de huérfanos y niños, y del edificio del Seminario Diocesano de São José, que actualmente forma parte del Colégio Dom Inácio ( nombrado en su honor). ) y el Centro Universitario de la Fundación Educativa Guaxupé (Unifeg) Del 11 de octubre al 8 de diciembre de 1962, Dom Inácio participó en la Primera Sesión del Concilio Vaticano II, en Roma
Como obispo de Guaxupé y celoso pastor, realizó frecuentes visitas pastorales a las parroquias y escribió varias cartas pastorales dirigidas a sus diocesanos.
En enero de 1963, fue afectado por una trombosis arterial y hubo que amputarle la pierna derecha, en Poços de Caldas. Rodeado de sacerdotes, Don Frei Inácio murió el miércoles 29 de mayo de 1963, a las 13:05, víctima de una trombosis cerebral, en la Santa Casa de Guaxupé.
El entierro, oficiado por el Metropolitano de la Arquidiócesis de Pouso Alegre, Don José D'Angelo Neto, asistido por otros cinco obispos, tuvo lugar en la Catedral de Nuestra Señora de los Dolores, habiendo sido sepultado en la cripta . Murió en fama de santidad, habiendo iniciado oficialmente su proceso de beatificación en 2017, con lo que Dom Inácio recibió el título de Siervo de Dios . La investigación de la fase diocesana del proceso se cerró en junio de 2022. El postulador de la causa es el italiano Paolo Vilotta.